# 브레이크 블레이드
브레이크 블레이드(일본어: ブレイク ブレイド 부레이쿠 부레이도[*])는 요시나가 유노스케의 일본의 로봇 만화 및 이를 원작으로 한 영애니메이션 및 소설이다. 무료 웹 코믹지 《FlexComix 브랜드》에서 연재중.
단행본 누계 발행부수는 9권 발매시점에서 130만부를 돌파하였다.

## 개요
《월간 소년 브랜드》(발행:모비다 엔터테인먼트, 발매:소프트뱅크 크리에이티브) 2006년 10월호부터 연재시작. 하지만 연재잡지가 2006년 11월호 이후로 휴간하면서, 다른 연재작품들과 함께 Yahoo!코믹스 내 무료 웹코믹지 《FlexComix 브랜드》로 이적하여 2007년 1월 17일부터 연재를 재개하였다. 이후 한달에 한번씩 연재되었으며, 1화와 최신호를 무료로 열람할 수 있다. 또한 본래 출판사였던 플렉스 코믹스의 웹사이트 《FlexComix Web》에서도 2009년 10월 26일부터 볼 수 있게 되었다.
저자의 첫 로봇만화이며, 이 작품부터 펜네임을 吉永裕介에서 吉永裕ノ介로 바꾸었다(발음은 같음). 2009년 7월 8일(제31화 갱신일)에 애니메이션 제작이 발표되었으며, 2010년 5월 29일부터 총 6부작 극장판 애니메이션이 차례차례 공개되었다. 극장판 애니메이션 공개를 기념하여 2010년 4월 16일부터 《GA Graphic》에서 외전 온라인 소설 《브레이크 블레이드 창월의 유대》가 연재중이다.
맨 처음(단행본 1권 타이틀 로고 등) 제목 밑, 혹은 옆에 《BREAK BLADE》로 표기되어 있었으나, 2권 이후에는 영제가 병기되어 있지 않다. 또한 애니메이션판 타이틀에는 〈부러진 검〉을 의미하는 《BROKEN BLADE》가 병기되어 있다. 또한 애니메이션판 공식 사이트 URL도 《breakblade》이다.

## 줄거리
화석연료가 존재하지 않는 세계 크루존 대륙. 이곳에 사는 사람은 모두, 개인차는 있지만 석영을 조종할 수 있는 능력인 《마력》을 가지고 태어난다. 사람들은 석영을 이용하여 문명이나, 열원, 기계의 동력으로 활용하며, 인간형 병기 마동거대병기(골렘)을 만들었다.
이러한 세계에서 보기드문 존재, 《마력이 없는 인간》 라이거트는 어느날, 사관학교 시절 친구이자 현 크리슈나 국왕인 호드르의 소환을 받는다. 왕도에 간 라이거트는 호드르와, 현 크리슈나 왕비이자 사관학교 시절 친구인 시귄에게, 군사대국 아테네스 연방이 영토침략을 했다는 것과 그 전선을 이끄는 부대장이 사관학교 시절 세사람의 친구이자, 아테네스군 총사령관의 동생인 제스라는 사실을 듣게 된다. 호드르는 동요하는 라이거트를 석영 채굴장으로 안내한다. 그곳에 있던 것은 고대인이 만든 고대 로봇 (언더) 골렘이었다. 동력용 석영의 탑재되어 있지 않고, 누구 하나 움직이지 못했던 고대 골렘이었지만 적의 습격에 휘말린 라이거트가 우연히 가동에 성공, 조종하게 된다.
한 때는 사이좋은 친구였지만 전쟁의 포화 속에서 서로에게 총을 들이대게 된 네사람. 운명의 수레바퀴 속에서 펼쳐질 이들의 운명은 과연 어떻게 될 것인가….

## 등장인물
작품에 등장하는 인명이나 용어는, 그리스 신화·북유럽 신화에서 인용한 것이 많다.

### 크리슈나 왕국
대륙 중앙에 위치한 왕국. 현재 국왕은 크리슈나 9세. 골렘을 약 200대 보유하고 있다. 수도는 비논텐. 석영 채굴량이 대륙에서 가장 많으며 수산업도 활발하다. 아테네스 연방·앗삼 왕국과 같은 언어를 사용한다.
라이거트 애로
성우: 호시 소이치로
본 작의 주인공. 괴로운 일이 있으면 갑자기 솔직해지지 못하는 성격으로, 본심과는 정 반대되는 말을 한다. 동생 레거트와 함께 100만명 중 한명의 확률로 태어난다는 무능력자(안소사라)이며, 마력을 가지고 있는 것이 평범한 이 세상에서 기계나 생활용품을 전혀 사용하지 못해 무능한 인간으로 차별받으며 살아왔지만, 평범한 사람들은 가동시키지 못하는 언더골렘(고대 골렘)을 가동하면서 인생이 급변한다. 후천적 마력발현을 마지막까지 포기하지 않았던 아버지의 노력으로 앗삼국 사관학교에 다니던 시절이 있었지만, 추가시험 왕이라 불릴정도로 성적이 나빴다. 그럼에도 불구하고 2번 진급했지만, 금전상의 이유로 어쩔수 없이 중퇴하였다. 이 학교에서 호드르와 시귄, 제스 세사람과 만나 친구가 되었으며, 각자 나름대로의 사정을 안고 있는 4명은 나중에 〈문제아 4인방〉으로 불리게 된다. 라이거트는 이 그룹의 중심으로 군사대국 총사령관의 동생 (제스)와 한 나라의 황태자(호드르)의 싸움을 말릴 수 있는 유일한 존재였다. 발굴한 고대 골렘을 움직일 수 있는지 알아보기 위해 왕도로 소환을 받고(이는 표면상의 이유이고, 진짜 목적은 다르다) 크리슈나 왕국의 항복조건을 알게 된다. 호드르가 이를 받아들이려는 것을 알게 된 라이거트는 친구를 구하기 위해 크리슈나 군에 입대를 결의한다. 바르도 장군 휘하의 2등중기사(나중에 1등중기사로 승진)으로 언더골렘의 부책임자 및 전속탑승자가 된다. 군에 입대하기 전에 눈 앞에서 자살한 적때문에 심하게 동요한 적도 있지만 입대한 뒤 이를 극복하려고 노력한다. (하지만 사람의 죽음을 짊어지는 것은 결국 포기하지 못한다.) 와르키우레스 부대를 격파한 뒤 델핑을 중심으로 신설된 국왕직속 특별유격대 〈제1독립전대(밀레닐부대)〉에 편입된다. 첫 전투부터 밀레닐 부대에 이르기까지 화려한 전과를 올린 라이거트지만 보르키스 장군이 고향에 진군하면서 벌어진 일련의 싸움에서 패전과 동료의 죽음을 경험하며 지르그를 죽인 보르키스에게 복수를 맹세하게 된다.
시귄 엘스텔
성우: 사이토 치와
크리슈나 왕비이자 천재마동기술자. 평민출신.
왕궁의 연구기관을 지휘하고 있으며 파브닐의 총합개조나 신발명 등 여러 성과를 올렸다. 긴 금발과 하얀 피부를 가진 미녀. 국민에게 인기가 높지만, 형편없는 복장 센스와, 무뚝뚝해 왕비로서의 자각이 별로 없는 점이 단점. 사관학교 시절부터 라이거트에게 호의를 갖고 있으며, 호드르의 아내가 된 지금도 그 마음은 변하지 않았다. 결혼반지를 끼고 있지 않으며(남편인 호드르도 마찬가지), 부부사이가 그다지 좋아 보이지 않는 묘사도 많다. 머리는 좋지만 운동신경은 극중 인물중 가장 나쁘다. 평민출신이지만 왕족처형을 조건으로 내건 항복 조건에 시귄도 포함된다. 하지만 항복조건에 대해 자세히 알지 못하기 때문에 왕족처형에 관한 것은 모르고 있다. (하지만 어느 정도 눈치를 챈 묘사는 있다.) 사관학교 시절 마동공학 여자부에 소속해 있었으며 이미 그 시절부터 삼일 밤낮을 먹지도, 물도 마시지 않고 틀어박혀 연구를 하는 등 건강에 좋지 않은 생활습관을 하고 있다. 델핑을 분석하던 중 마력을 가진 현대인은 고대인의 후예로 인지되지 않는 것일지도 모른다는 의문을 갖게 되지만 점점 더 전황이 악화되어 그 이상의 조사는 하지 못하게 된다. 현재는 델핑의 전용장비 개발 및 신형기 개발에 주력하고 있다.
호드르 (크리슈나 9세)
성우: 나카무라 유이치
크리슈나 국왕. 풀네임은 호드르 벡트 기로 메고 기 데이라 베탈 에그제 제요더. 소탈한 성격으로 신하와 국민에게 두터운 인망을 받고 있지만, 자신의 운명을 포기하는 비관적인 성격도 있다. 학창시절 국위를 계승하지 않기 위해 낙제하려고 한 적이 있다. 하지만 즉위 후에는 정무에 전념하여 귀족 특권을 철폐하고 재능이 있는 자는 평민출신이라도 고관에 등용하는 등 국정개혁을 단행하였으며, 이에 반발하는 귀족연합의 반란을 평정하고 정세를 수습하였다. 오란드의 가인장군에게 시집간 여동생이 있다. 호드르는 오란드에 속아 합동군사연습이라는 명목으로 이웃국가 앗삼에 파병을 허락하고, 아테네스 연방은 이로 인해 침략할 수 있는 대의명분을 얻어 크리슈나에 선전포고를 하게 된다. 승산이 없는 것을 알고 쓸때없는 전쟁을 피하기 위해 화평을 신청한다. 하지만 크리슈나 정복을 꿈꾸는 로키스 서기장은 화평조건으로 왕족전원을 처형할 것을 제시한다. 호드르가 라이거트를 왕도로 부른 진짜 이유는, 마지막으로 친구의 얼굴을 보고 싶었던 것과, 시귄을 데리고 왕도에서 도망쳐주길 바랬기 때문이었다. 국민을 지키기 위해 조건을 받아들이고 항복하려 했으나 라이거트와 바르도의 간언을 받아들여 항쟁할 것을 결의한다 외교교섭으로 오란드에서 군사지원을 받아낸다. 이름의 유래는 북유럽 신화에 나오는 맹목의 신 호드의 다른 이름이다.
바르도 장군
성우: 스가와라 마사시
크리슈나 왕국의 쌍벽이라 칭송받는 2대 장군 중 한사람. 항상 선글라스를 끼고 있다. 크리슈나의 명장으로도 유명하며 마동전사로서 실력도 뛰어나다. 참모장과는 친구 사이. 판단력이 뛰어나 사건이 벌어지면 정확하게 대처하지만 우직한 성격이기 때문에 손해를 보는 일도 많다. 외아들인 지르그와는 사이가 좋지 않다. 라이거트를 총애하며 현재 크리슈나에 필요불가결한 존재라고 생각하고 있다. 또한 라이거트에게 개인적인 이야기(지르그에 관해)를 한 적도 있다. 크리슈나의 항복조건을 알고 있는 많지 않은 인물 중 하나이며, 호드르를 지키기 위해 항쟁할 것을 주장하였다. 이름의 유래는 북유럽 신화의 호드의 형 발드르.
토르 장군
성우: 오가타 켄이치
크리슈나 왕국의 쌍벽이라 칭송받는 2대 장군 중 한사람. 드라우프닐(황금반지) 중기사단을 지휘하고 있다. 키가 작고 뚱뚱하지만, 일반적인 고위마동전사가 제어할 수 있는 석영인대가 5묶음이 한계인데 비해 6묶음을 제어하는 마력량을 지녔다. 진중한 바르도 장군과는 대조적으로 저돌적인 연혈한으로, 무모하게 행동하여 부하들에게(주로 나르비) 번번히 주의를 받는다. 고아원을 운영하는 아내가 있으나, 자식복이 없어 친자식은 없다. 사재를 대부분 고아원을 설립하거나 운영하는데 다 쓰고 있으며, 국민들에게 인기도 높다. 또한 휘하의 기사단원들도 그 고아원 출신이 많으며 기사단의 사기도 높다. 대대를 이끄는 바르도와 다른 루트로 서부국경선으로 향하던 도중, 토벌군보다 먼저 앞서 움직이던 이오의 부대에게 기습을 받고 부대는 거의 괴멸. 토르도 니케의 기라토스의 습격을 받아 전사한 것으로 보고되었다. 그 유해는 어째서인지 적이 가지고 떠났다. 이름의 유래는 북유럽 신화의 번개신 토르.
나르비 스트라이드
성우: 이노우에 마리나
제1독립전대(밀레닐 부대)대장. 상등중기사. 평민 출신. 나일의 여동생. 드라우프닐 중기사단에서 토르 장군의 특별전술고문을 맡았으나, 신설된 밀레닐 부대의 대장으로 추천받아 이를 승락한다. 갈색피부에 긴 흑발 캐릭터로, 머리는 스페이드 모양의 머리끈으로 묶은 포니테일 스타일이다. 머리끈은 토르 장군에게 선물 받은 것으로 굉장히 소중하게 여기고 있다. 열혈한으로 여장부같은 성격이며 말투가 약간 거칠다. 약간 잔인한 면도 있으며, 적을 쓰러뜨릴 때 그런 성격이 발휘된다. 왕국 중앙병군 양성학교에 재적 당시, 상급전술사관 모의 시험을 톱으로 통과한 적이 있다.(당시 평민은 본 시험을 받을 수 없었다.) 군에 들어오고 나서는 반란진압, 도적토벌, 어전시합 우승 1회등의 전력을 가지고 있으며, 우수한 마동전사로도 알려져 있다. 오빠과 함께 토르장군의 아내가 운영하는 고아원 출신. 자식복이 없는 토르 부부에게는 친딸과 같은 존재로, 그녀도 두사람을 부모처럼 따르며, 휴일에는 고아원을 찾아가 아이들을 보살펴주고 있다. 밀레닐 부대가 괴멸한 뒤, 체포되었던 라이거트 일행의 소식을 전하기 위해 밤에 도주하던 중 니케에게 발견된다. 나르비는 니케를 눈치채지 못하고 습격을 받을뻔 하지만 우연히 머리끈이 끊어져 발밑으로 떨어져, 그것을 주우면서 미행을 깨닫고 반격하였다. 그 싸움으로 머리가 잘려, 그 뒤에 머리를 짧게 자르고 머리끈을 헤어핀으로 재이용하고 있다. 밀레닐 부대 해산 후에는 사쿠라대대장 밑에서 중대장으로 취임. 왕도에서 벌어진 용성전때 시귄이 개발한 신형 골램을 받는다. 이름의 유래는 북유럽 신화의 로키와 시긴의 아들 나르비.
나일 스트라이드
성우: 시라이시 미노루
제1독립전대(밀레닐 부대) 대원, 일등중기사. 평민출신. 드라우프닐 중기사단에서 나르비와 함께 밀레닐 부대로 편입되었다. 나르비의 오빠이지만 동생보다 계급은 아래. 여동생과 마찬가지로 토르 부부를 친부모처럼 따르고 있다. 창술의 명수로, 전투는 자신있지만 공부는 쥐약. 평소에는 온건파이지만 전투가 벌어지면 냉정 침착해진다. 나르비보다 마음이 강하고, 토르 장군이 전사했다는 보고를 받았을 때도 침착함을 잃지 않고, 이 소식을 알게 되면 나르비가 정신을 잃을 것을 염려하여 그녀에게 전하지 않았다.(따라서 나르비가 토르의 전사를 알게되는 것은 정전기간에 들어가면서부터) 벡토리아 고개에서 이오와 싸울 때에는 날카로운 찌르기로 그를 놀라게 했지만 그것을 역수로 당해 패배한 뒤 체포당한다. 델핑의 탑승자가 누군지 알아내기 위해 심문했을 때 제일 먼저 처형될 뻔 했지만, 결코 입을 열지 않았다. 밀레닐 부대 해산 후의 동향은 아직 묘사되어 있지 않다.
로긴 디 가르프 엔선스
성우: 카와이 토모야
제1독립전대(밀레닐 부대)대원. 일등중기사. 평민출신. 드라우프닐 중기사단에서 나르비와 함께 밀레닐 부대에 편입하였다. 호드르의 즉위 후 귀족연합이 반란을 일으켰을 때 귀족출신이지만 바르도·토르 두 장군과 함께 평민측에 선 과거가 있다. 롱 프레스건을 사용하는 저격병(롱건너)으로, 사격 실력이 뛰어나다. 나르비를 좋아하지만 겉으로 드러내고 있지는 않다. 보르키스에게 체포되었을 때, 라이거트를 지키기 위해 그를 기절시켰다. 그 뒤 지르그에게서 라이거트에게 전해달라는 유언을 마지막으로 들었다. 밀레닐 부대 해산 뒤에는 롱건너 부대 대장으로 취임. 하지만 지르그 일로 책임을 느끼고 대신 자신이 죽어야 했다고 책망하면서 전투에도 지장을 초래하였으나 나르비에게 훈계를 당하고 부활한다. 이름의 유래는 북유럽 신화에 등장하는 거인·로키.
지르그 디 레드 레 알바트로스
성우: 토리우미 코스케
제1독립전대(밀레닐 부대) 대원. 향년 19세. 안경을 쓴 붉은 장발의 남자로, 바르도 장군의 외아들이다. 놀라운 실력을 가진 천재 마동전사로 본래 스타일은 롱 건너이지만, 모든 무기를 다루며 발기술을 주로 하는 격투기에서도 상대방을 가지고 놀정도로 실력이 뛰어나다. 장래를 촉망받았지만, 1년 전 훈련중에 이유없이 동료를 죽여 투옥당하였다. 하지만 복원시킨 에르테미스를 가동시킬 수 있는 사람이 거의 없어 그 후보로서 지르그가 선정된다.(그 뒤에는 친구의 아들에게 한번 더 기회를 주려는 참모장의 희망도 포함되어 있다.) 석방을 조건으로 탑승자가 된 지르그는 밀레닐 부대에 편입된다. 평소 무슨 생각을 하는지 알 수 없는 인물로, 훈련이란 핑계로 전투장비로 델핑을 덮치거나, 아라칸 황야에서는 겁쟁이인 척 연기하여 부대를 떠나 후퇴하던 보르키스에게 단독 기습을 하는 등 자신이 하고 싶은대로 행동하며 명령을 전혀 따르지 않는다. 라이거트는 지르그에 대해 너무 순수하기 때문에 전부 시시해 보인다는 소년기의 감각을 버리지 못하고, 거기에 무엇이든 척척해내는 재능을 가졌음에도 모든 것에 질려 아무것도 하지 않으려는 어린아이로 평가하고 있다. 벡토리아 고개에서의 일전으로 이오의 부대를 격퇴한 뒤 라이거트에게 일대일 대결을 신청하지만 라이거트가 거부하자, 살아남은 로긴의 파브닐까지 파괴하고, 움직이지 못하는 나르비의 숨통을 끊으려고 하자 이윽고 라이거트는 일대일 승부를 허락한다. 이 싸움으로 라이거트와 드디어 서로를 이해하게 되지만, 바데스가 이끄는 스펠터 부대와 교전이 벌어지고 고군분투 끝에 에르테미스를 잃고 승리하지만 그 뒤 나타난 보르키스에게 체포된다. 체포된 뒤 지르그는 동료의 목숨을 구하기 위해 자신을 밝히려는 라이거트를 대신해 자신이 델핑의 탑승자라고 밝혀 처형당한다. 그 뒤 라이거트에게 전해달라며 로긴에게 유언을 남긴다. 이름의 유래는 북유럽 신화의 시구르드와 동일하게 여겨지는 니벨룽의 노래에 등장하는 지크프리트의 약칭이다.

### 아테네스 연방
대륙 서부에 위치하였으며, 골렘을 약 700대를 보유한 군사대국. 수도는 이리오스. 현재는 앗삼왕국을 병합하여, 베르겐, 카도만, 방크라스 4개국의 지역을 자국 영토로 삼고 있다. 국내 석영자원이 고갈되었으며 비축분을 사용한다 해도 10년을 넘기기 힘들다. 때문에 자원이 풍부한 크리슈나를 침략하여 전쟁을 시작하였다.
제스
성우: 카미야 히로시
아레스 장군휘하의 와르키우레스 부대 대장. 로키스 서기장의 동생. 하지만 형에게 기죽은 일면이 있으며, 사이가 좋지 않다. 완고하고 겉보기엔 냉담하지만 실은 동료를 생각하는 열혈한. 그런 혈통 때문에 예전에는 자신을 색안경끼고 보는 주변 사람들을 피해 고독을 즐기는 경향이 강했지만, 사관학교에서 라이거트를 만나면서 변하게 되었다. 군에서는 천재마동전사로 유명하며, 다루기 어려운 에르테미스를 자유롭게 다루며 고도의 3차원 전투를 행하여, 많은 전과를 올렸다. 재능있는 자라도 통상 1~2개월이 걸리는 에르테미스를 다루는데 1주일이 걸렸다. 아테네스 군인으로서 친구가 다스리는 나라를 공격하게 된 자신의 모습에 고민하면서도 될 수 있는 한 희생을 적게 하여 전쟁을 끝내기 위해, 배속된 소대를 이끌고 왕도 비논텐을 기습하는 독단작전을 펼친다. 하지만 델핑으로 인해 작전은 실패, 부하 2명을 잃은데다 자신도 라이거트에게 패해 기체를 잃고 다리에 중상을 입는다. 클레오의 분투로 생환하지만, 몸보다 가슴에 깊은 상처를 입고 주위 사람들과 이야기를 하지 않고 혼자 생각에 잠겨 지낸다. 소꼽친구인 아내 에키디나(이름의 유래는 그리스 신화에 나오는 에키드나)와 2살된 딸 마이라(이름의 유래는 그리스 신화에 나오는 아틀라스의 딸 마에라)가 있다.
엘렉트
성우: 우메즈 히데유키
와르키우레스 부대의 부대장. 안경을 쓴 대머리 남자. 부관으로서 제스를 서포트하고 있다. 제스의 신뢰또한 두터우며, 젊은이가 많은 부대원들을 챙긴다. 클레오에게 엄한 평가를 내리고 있지만 그것도 그녀를 걱정해서 하는 말. 골렘전에서는 제스를 엄호하는 일이 많다. 크리슈나에서 후퇴전 때는 클레오가 시간을 버는 동안 제스를 구출하여 아테네스 령으로 후퇴하였다. 원래 군의였던 기술을 살려 제스의 다리를 치료한 덕분에 제스의 부상은 다리를 절단하는 일 없이 골절로 끝나게 되었다. 이름의 유래는 그리스 신화의 여신 엘렉트라의 별명.
클레오 사브라프
성우: 하나자와 카나
와르키우레스 부대의 대원. 특기는 콩요리와 골램 장시간 가동. 지금은 몰락하였지만 한때는 명문군벌이었던 사브라프 가의 외동딸. 아직 나이가 어린데도 가슴이 크다. 상냥한 성격으로 자주 무리하는 제스의 건강을 걱정하며 적조차 배려하는 일면도 있다. 동기인 리는 둔하다며 클레오를 놀리고, 엘렉트도 마동전사로서의 적성을 의심하였지만, 제스조차 2주가 걸린 에르테미스를 하루만에 조종하였으며, 장시간 조종해도 지치지 않는 비범한 재능을 보여 발탁되었다. 모자라는 사격실력과 적을 죽이지 않으려는 상냥한 마음때문에 정찰임무나, 주변 경계, 후방의 지원사격을 맡는 일이 많았다. 하지만 제스가 위험에 처했을 때 주변 사람이 모두 죽는다는 두려움에 각성하고, 도움이 되지 않는 프레스 건을 미끼로 민첩한 움직임을 보여 제스를 구출하는데 성공한다. 하지만, 지원에 합류한 토르 부대의 나비르가 쏜 총이 골렘의 다리를 관통하고 쓰러져 포로가 된다. 체포되었지만, 시귄의 배려로 감옥에 투옥되는 것이 아니라 손님 대접을 받으며 그녀의 방에 머무르게 된다. 하지만 칠칠지 못한 시귄을 돌보는 일도 많다. 편향교육때문에 처음에는 극악무도한 야만족 국가로 크리슈나를 싫어했지만, 포로로서 파격적인 대우에 당혹스러워 하면서 조금씩 크리슈나에 대한 적대심이 엷어져 간다. 보르키스에게 잡힌 라이거트 일행을 구출하기 위해 포로교환으로 아테네스에 귀환하여 가족과 엘렉트와 재회하고, 엘렉트에게 제스의 상황에 대해 듣게 된다. 이름의 유래는 그리스 신화에 나오는 여신 클리오의 별명.
리
성우: 카이다 유코
와르키우레스 부대의 대원. 부대에서 양동작전이나, 별동대 역할을 담당하고 있다. 공적에 조바심 내는 언행이 많지만 그것도 전부 대장을 위해서이다. 아직 어리지만 에르테미스를 조종하며 마동전사로서의 실력이 뛰어나다. 델핑과 처음 만난 인물로, 그 상식을 벗어난 힘에 경계심을 품고 있다. 비논텐 공략 제2차 공격에서 다시 델핑과 교전. 부상을 입은 에르테미스로 라이거트를 원호하러 온 다간의 파브닐을 쏘지만 라이거트의 반격을 받고 아르테미스는 완전히 멈추게 된다. 그 후 포로로 잡히느니 죽는게 낫다면서 자결하였다. 같은 이리오스 연방 병군학교 출신인 클레오에게 심한 말을 하지만, 그것은 친구로서 그녀를 생각하기 때문. 학창시절에도 낙제생이었던 클레오를 이끌었으며 자결하면서도 군인이 맞지 않으니 제대하는 것이 좋다며 클레오를 걱정한다.
아르거스
성우: 타카하시 켄지
와르키우레스 부대 대원. 부대에서는 별동대 지휘를 하거나 기체 수리를 담당하고 있다. 크리슈나의 후퇴전에서 다중장갑 델핑이 돌진하여 전사. 이름의 유래는 그리스 신화에 나오는 아르카스, 혹은 아르고스
로키스
성우: 하시 타카야
아테네스 연방 최고 권력자(서기장). 제스의 형. 형제 사이는 좋지 않으며 제스를 꺼려하는 묘사가 있다. 보르키스 장군과는 동기로 이리오스 연방 병군학교를 수석으로 졸업하였다. 그를 높게 평가하고 있으며 잔혹행위로 경질된 뒤에도 복귀시킬 때를 노리고 있었다. 헤케라 장군의 실태로 호기를 잡은 로키스는 보르키스를 복귀시켜 크리슈나 토벌 전권을 그에게 위임하고, 국내 석영자원 고갈을 해소하기 위해 타국의 침략을 획책한다. 앗삼에서 반란이 일어나고 크리슈나가 오란도에 속아 파견군을 영내 통과시킨 일, 가장 큰 방해물인 오란도에서도, 앗삼에서 패전하고 비전파가 세력을 점거한 이 모든 사실을 호기로 잡은 로키스는 오란드의 방패로 대륙의 평화를 위협하는 간교한 소국 크리슈나를 토발한다는 대의명분을 걸고 침략전쟁을 시작한다. 그리고 크리슈나 측의 화평에 왕족 전원 처형이라는 가혹한 조건을 내건다. 이는 크리슈나와 화평조약을 맺어도 아테네스의 자원문제가 해소되는 것이 아니기 때문에 그의 욕망은 어디까지나 크리슈나를 완전히 정복하는 것이다.
보르키스
성우: 나카이 카즈야
크리슈나 토벌군을 이끄는 장군. 외동딸 레다에겐 상당히 무르다. 전용골렘 〈휴케리온〉을 가뿐하게 다루는 마력과 초월적인 조종기술을 자랑하며, 장군으로서 뿐만 아니라, 마동전사로서도 높은 센스랄 가진 무인. 격렬한 전투에서 쾌감을 느끼는 전투광이며 그것을 숨기려고도 하지 않으며, 부하를 두고 스스로 전투에 뛰어드는 적극적인 모습도 보인다. 로키스 서기장과는 동기로 이리오스 연방군사 학교를 차석으로 졸업하였다. 전쟁의 천재라 불리며 아테네스 연방 북부 베르켄 반란을 두번 제압하였다. 오란도에 지원받은 앗삼의 군사 쿠데타를 제어하여 아테네스를 승리로 이끄는 등 화려한 전력을 자랑한다. 어떤 전투에서도 병사의 귀환률이 높으며, 부하들의 신뢰도 높다. 하지만 포로에 대한 잔인한 취급이나, 효율이 좋다는 이유로 사람의 절망이나 공포심등을 부추기는 잔인한 수단도 아무렇지 않게 사용하기 때문에 군 상층부에서는 그의 인격에 의심을 갖고 있는 사람이 많다. 앗삼에서의 잔학행위(쿠데타 측 요인의 가족을 눈앞에서 학살, 쿠데타 내부분열 조장, 조기 진압)가 문제되어 한 때 경질처분을 받았지만, 크리슈나와의 국경전쟁에서 패색이 짙어지고, 오란드의 참전경계, 그를 중용하는 로키스 서기장의 추천으로 크리슈나 토벌군의 전권을 위임받는다. 이오와 잇단 바데스와의 연합 전투에서 완전히 전투력을 상실한 밀레닐 부대를 포로로 잡아 델핑 탑승자를 가려내기 위해 한명씩 처형하려고 하자, 동료를 지키려는 라이거트를 대신해 자신이 탑승자라고 주장한 지르그를 사살하고 라이거트의 마음에 격렬한 복수심을 심게 한다. 보르키스는 왕도 비논텐 점령전때 라이거트 와 싸우다 라이거트에게 잡혀 포로가 될수도 있었지만 일부로 그에게 지르그가 델핑의 탑승자가 아닌줄 알면서도 죽였다며 라이거트의 분노를 일으켜 라이거트의 대검에 찔려 죽는다. 이름의 유래는 그리스 신화의 장군 포르키스.
이오
성우: 테라시마 타쿠마
보르키스 장군 직속 마동전사. 대좌. 전용 커스텀 골렘 〈트로이아〉를 조종하며 정예멤버로 구성된 보르키스 직속 부하 중에서도 상위에 들어가는 실력자. 그뿐만 아니라 장수로서의 인품도 갖추고 있으며 보르키스에게서 높은 평가와 함께 총애를 받고 있다. 베르겐 독립운동 참가자로, 개전파가 아닌 비전파 인물로 끈질기게 아테네스와 화평교섭을 벌인 과거가 있다. 반란진압 뒤, 로키스 서기장의 베르겐 연화정책으로 등용되었다. 그 반란에서 잡은 상사 라몬 장군이나 부하들의 조명탄원을 들어준데다 자신을 돌봐준 보르키스에게 충성을 맹세하였지만, 그의 가혹행위에 대해서는 망설이는 때가 많다. 장신에 얼굴에 흉터가 있으며(반란 진압시 보르키스에게 당한 상처), 어린아이들은 그 모습을 보고 무서워 피하지만, 심성은 매우 상냥한 남자. 보르키스의 외동딸 레다가 연모하고 있으며, 본인도 싫지는 않은 모양이다.(보르키스에게도 사위대접을 받고 있다.) 밀레닐 부대와 싸움에서 나일을 쓰러뜨리고 포로로 잡는다. 이름의 유래는 그리스 신화의 이오.

## 마동거병(골렘)
파브닐
크리슈나에서 쓰이고 있는 제식골렘.
크리슈나는 석영 산출량에 맞지 않게 아직 제식골렘 파브닐을 주력으로 많이 이용하는 모양. 파브닐의 팔에 석영인대를 여섯다발로 늘려(트루 장군 전용 골렘) 사용하거나, 높은 계급의 기사(바르도, 사쿠라, 트루, 나르비, 나일, 로긴, 엘저등)들은 따로 커스텀한 파브닐을 사용하는 모양이다.
델핑(쿠로긴)
크리슈나의 석영 채굴장에서 우연히 발견된 언더골렘.
기존의 골렘들과는 달리 마력이 없어도 기동할 수 있는데다가, 말도 안되는 도약력과 강력한 악력을 보여 보통의 골렘들보다 많은 장비를 달고서 전투에 임할 수도 있다. 단, 마력 없이 기동하기에 마력 전달을 할 수 없다. 이로 인해 프레스 건은 사용하지 못한다. 델핑은 마력으로 움직이지 않는대신 다른장치로 움직이는듯 하다, 격하게 전투시 10~30분정도 밖에 사용하지 못하며 사용시간이 완료될시 냉각상태에 들어가       24시간동안 조종이 불가능하다. 또한 마력을 가진 사람들은 조정하지 못하며 마력이 없는 라이거트만이 유일한 파일럿이다.
휴케리온
아테네스의 보르키스 장군의 커스텀 골렘.
다리와 손목에 프레스건을 장비하고 등에 여러개의 검과 체인을 장비하고 있으며, 이것을 망토로가리고 전투에 임한다. 몸에 여러 가지 무기가 달려있기에 어떤 상황이든 대처가 가능하며, 보르키스 본인의 실력이 더해져 웬만한 골렘들은 모두 휴케리온을 상대할 수 없다.
아테네스 연방 기본 골렘
이름은 나와있지 않다.
```
  크리슈나 왕국의 파브닐과 같은 양산형 골렘이며 색깔은 흰색.
```

아테네스 연방 장군들도 자신에게 맞는 커스텀골렘을 보유하고 있다.
(에르테미스, 에르테미스리오스, 휴케리온, 기라토스, 트로이아등)

## 극장판 애니메이션
총 6화로 구성, 약 1,2달에 걸쳐 개봉중이다.
제1장 〈각성의 시간〉
2010년 5월 29일 개봉. 상영시간 50분
제3장이 개봉한 것을 기념하여, 2010년 9월 15일 심야시간에 TOKYO MX를 통해 지상파에 처음으로 방영하였다. 또한 BS11에서도 같은 해 9월 17일에 ANIME+에서 방송되었다.
대한민국에는 ㈜조이앤컨텐츠그룹(스크린조이 명의)이 수입하여 2012년 4월 19일에 개봉할 것으로 홍보하였으나 극장 상영은 이루어지지 않고 웹 다운로드를 통해 유료 공개하였다. 출시명은 브레이크 블레이드: 변신의 시작.
제2장 〈결별의 길〉
2010년 6월 28일 개봉. 상영시간 51분
제1장과 마찬가지로 9월 22일 심야시간에 TOKYO MX에서 지상파 방송. 개봉한지 약 3개월 만에 지상파에 방송된 것은 이례적이다. 또한 BS11에서도 9월 24일에 ANIME+에서 방송되었다.
대한민국에는 ㈜케이알씨지가 수입 후 2013년 5월 30일 오후 7시 5분에 대구광역시의 씨네스카이자동차극장에서 1회 수입사 자체 상영 후에 VOD로 출시되었다. 상영명은 브레이크 블레이드 2: 전쟁의 서막이다.
제3장 〈흉인의 흔적〉
2010년 9월 25일 개봉. 상영시간 47분
대한민국에는 ㈜케이알씨지가 수입 후 2013년 6월 21, 24, 25, 26일에 거제아트시네마에서 수입사 자체 상영 후에 VOD로 출시되었다. 상영명은 브레이크 블레이드 3: 운명의 장난이다.
제4장 〈참혹한 재화의 땅〉
2010년 10월 30일 개봉. 상영시간 49분
대한민국에는 ㈜케이알씨지가 수입 후 2013년 7월 11, 12일에 거제아트시네마에서 수입사 자체 상영 후에 VOD로 출시되었다. 상영명은 브레이크 블레이드 4: 세기의 전쟁이다.
제5장 〈사선의 벼랑〉
2011년 1월 22일 개봉. 상영시간 47분
대한민국에는 ㈜케이알씨지가 수입 후 2013년 8월 1일에 경상남도 거제시의 거제아트시네마와 전라북도 전주시의 전주시네마타운에서 수입사 자체 상영 후에 VOD로 출시되었다. 개봉명은 브레이크 블레이드 5: 최후의 명령이다.
제6장 〈통곡의 요새〉
2011년 3월 26일 개봉. 상영시간 52분
대한민국에는 ㈜케이알씨지가 수입 후 2013년 8월 22일에 경상남도 거제시의 거제아트시네마에서 단관 개봉하였으나 수입사 자체상영으로 진행되었다. 개봉명은 브레이크 블레이드 6: 결전의 시간이며, 이후 VOD로 출시하였다.

### 스탭
- 총감독: 아미노 테츠로
- 감독: 하바라 노부요시
- 캐릭터 디자인:노리타 타쿠시게
- 메카닉 디자인: 야나세 다카유키
- 메카닉 디렉터: 마츠무라 타쿠야
- 프롭 디자인: 야마다 타카히로, 에다마츠 히지리
- 시리즈 구성: 소고 마사시
- 미술감독: 코하마 유타카
- 색채설계: 세키모토 미츠코
- 촬영감독: 후네구라 카즈아키
- 편집: 이토 쥰이치
- 음향감독: 츠루오카 요타
- 음악: 히라노 요시히사
- 프로듀서: 오가와 켄지
- 애니메이션 제작: 프로덕션 I.G, XEBEC
- 배급: KlockWorx
- 제작: 브레이크 블레이드 제작위원회(반다이 비주얼, 란티스, 하쿠호도DY 미디어 파트너즈, 플렉스코믹스, 필즈, 프로덕션 I.G, XEBEC)

### 주제가
오프닝 테마 〈Fate〉
작사·작곡-코키아 / 편집-이토 마스미 / 노래-코키아
엔딩 테마 〈SERIOUS-AGE〉
작사-하타 아키 / 작곡·편곡-후지마 히토시(엘레멘츠 가든) / 노래-페이란

### 픽쳐 드라마
DVD & Blu-ray에 수록된 영상특전 픽쳐 드라마
- 제1장 《대륙력 784년 앗삼 국위사관학교의 어느 곳에서》
- 제2장 《이리오스 연방군사학교》
- 제3장 《크리슈나 9세, 어전시합》
- 제4장 《밀레닐 부대, 결성!》
- 제5장 《잠입! 보르키스 저택》

## 인터넷 라디오
《브레브 레이디오》란 타이틀로 2010년 4월 30일부터 애니메이트 TV에서 인터넷 라디오로 방송 중이다. 격주 금요일 갱신. 《크리슈나 왕실 광고부》와 《크리슈나 왕궁 여궁신》 두개의 프로그램 체제로 방송되고 있다.

### 크리슈나 왕실 광고부
진행
- 호시 소이치로 (라이거트 아로 역)
- 나카무라 유이치 (크리슈나 9세 역)

### 크리슈나 왕궁 여궁실
진행
- 사이토 치와 (시귄 에스텔 역)
- 하나자와 카나 (클레오 사브라프역)

## 관련 상품

### 드라마 CD
2010년 11월 24일 란티스에서 《극장 애니메이션 브레이크 블레이드 번외편 드라마 CD》발매

### 외전 소설
외전 온라인 소설 《브레이크 블레이드 창월의 유대》가 2010년 4월 16일부터 《GA Graphic》에서 연재중. 한달에 한편씩 갱신. 아테네스 연방과 크리슈나 왕국의 전쟁 전모가 밝혀진지 한 달 뒤, 미조람 요새를 중심으로 서부국경전선을 수비하는 다난소대의 이야기이다.
- 저자: 타니무라 다이시로 (프로덕션 I.G 소속)
- 삽화: 오쿠무라 다이고
- 메카닉 설정: 야나세 타카유키

### 서적
요시나가 유노스케 《브레이크 블레이드》 발행 : 플렉스코믹스, 발매 : 소프트뱅크 크리에이티브(플렉스 코믹스), 발매 : COMIC 메테오
1. 2007년 4월 10일 발행 ISBN 978-4-593-85621-3  / ISBN 978-4-593-85738-8 (신장판)
2. 2007년 9월 10일 발행 ISBN 978-4-593-85622-0  / ISBN 978-4-593-85739-5 (신장판)
3. 2008년 3월 10일 발행 ISBN 978-4-593-85623-7  / ISBN 978-4-593-85743-2 (신장판)
4. 2008년 9월 10일 발행 ISBN 978-4-593-85624-4  / ISBN 978-4-593-85744-9 (신장판)
5. 2009년 2월 9일 발행 ISBN 978-4-593-85625-1  / ISBN 978-4-593-85751-7 (신장판)
6. 2009년 7월 8일 발행 ISBN 978-4-593-85626-8  / ISBN 978-4-593-85752-4 (신장판)
7. 2009년 12월 9일 발행 ISBN 978-4-593-85627-5（통상판）／ISBN 978-4-593-85628-2（한정판）
8. 2010년 5월 21일 발행 ISBN 978-4-593-85629-9
9. 2010년 12월 8일 발행 ISBN 978-4-593-85630-5（통상판) ／ISBN 978-4-593-85631-2（한정판）
10. 2011년 8월 10일 발행 ISBN 978-4-593-85632-9 (통상판) / ISBN 978-4-593-85633-6 (한정판)
11. 2012년 11월 12일 발행 ISBN 978-4-593-85710-4 (통상판) / ISBN 978-4-593-85711-1 (한정판)
12. 2013년 6월 12일 발행 ISBN 978-4-593-85733-3

한정판
- 제7,10,11권 한정판은 통상판과 표지가 다르다
- 제9권 한정판은 통상판과 표지가 다르고 부록으로 추가 단편 만화와 탁상용 캘린더가 추가되었다.

### 전자 서적
2007년 7월 12일부터 유료 전자책이 야후코믹스에서 연재중이다.

## 같이 보기
- 웹툰